# カロリーナ刑事法典

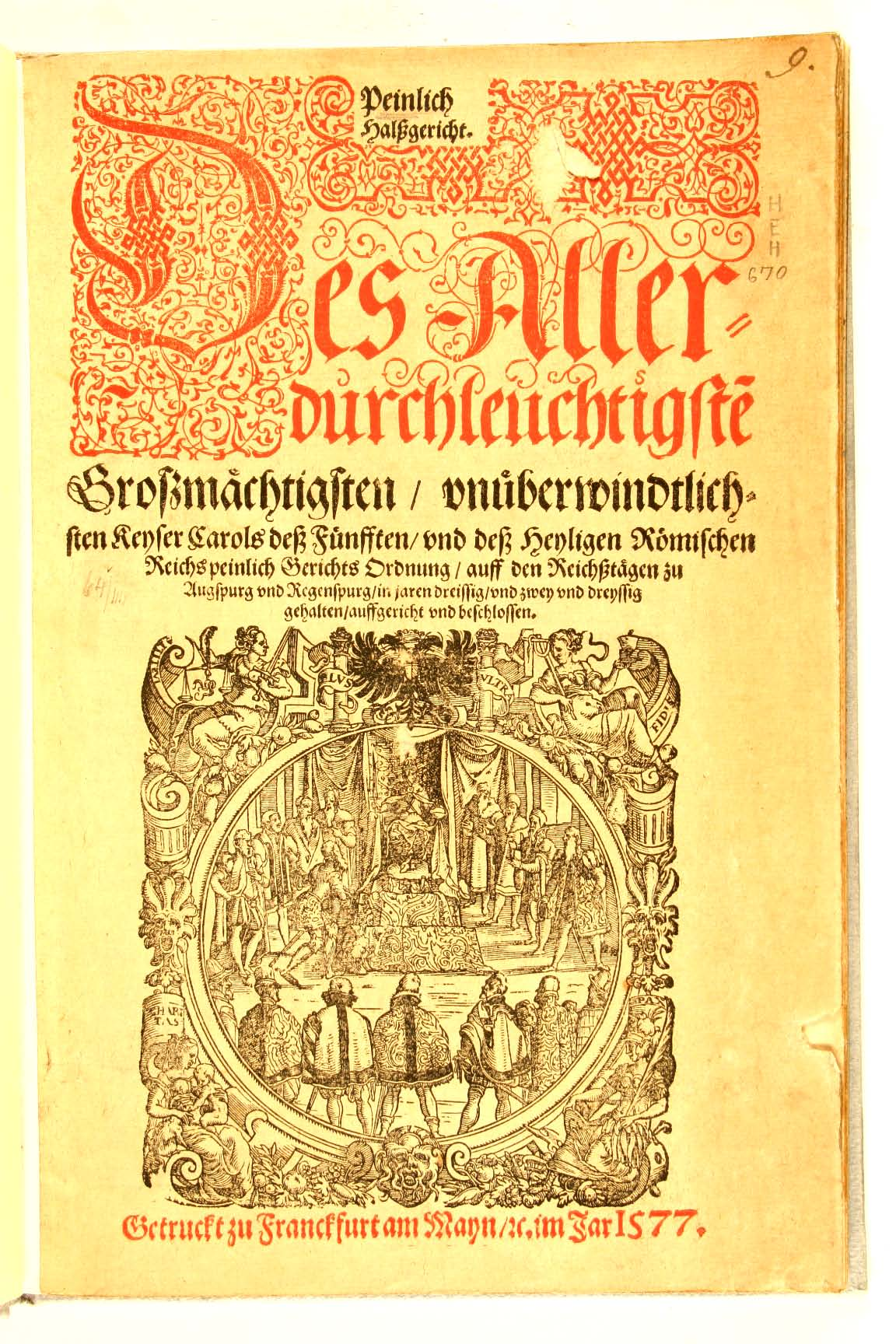
カロリーナ刑事法典

カロリーナ刑事法典（カロリーナけいじほうてん、ラテン語: Constitutio Criminalis Carolina）は、1532年に神聖ローマ帝国の帝国議会で制定され、カール5世によって公布された刑事法典。正式名称は「至尊にして偉大、無比なるカール5世及び神聖ローマ帝国の、30年と32年、アウクスブルクとレーゲンスブルクにおける帝国議会で審議され確立され議決された刑事裁判令」あるいは「カール5世及び神聖ローマ帝国の刑事裁判令」といい、単に「カロリーナ」とも称される。ドイツ全土で通用する最初の統一的刑事法典である。

## 概要
15世紀後半の神聖ローマ帝国では、公の起訴官庁が犯罪捜査や犯人の逮捕、訴追を職権で行い、これに基づいて審理を進めるという、「ドイツ的糾問訴訟」と呼ばれる形式が発展していった。職権で進められる糾問手続は、訴追機関や裁判所に大きな裁量を与えるものであったが、手続に関与する告訴人や参審人は必ずしも法律の素養を有しておらず、濫用的、恣意的な運用が行われる傾向にあった。
このような司法の実態を憂慮したマクシミリアン1世は、信頼に足る刑事司法制度を確立すべく刑事法改革運動を始めた。カール5世が即位した後の1521年にはヴォルムス帝国議会で刑事法改革の続行が決議され、第一草案が提出された。この草案は4度の改訂を経て1532年に制定されるに至り、その後神聖ローマ帝国が解体されるまで通用力をもっていた。
カロリーナ刑事法典の主要な規定のほとんどがバンベルク刑事裁判令（バンベルゲンシス）を基にしているといわれている。バンベルク刑事裁判令は、イタリア法学に精通したヨハン・フォン・シュヴァルツェンベルクを中心に編纂されたものであったことから、カロリーナ刑事法典にもローマ＝イタリア法学が大きな影響を及ぼしているとされる。
法典の大部分は刑事手続法の規定であるが、104条から180条に未遂罪、正当防衛、責任能力、過失等の規定や、各種犯罪類型とその法定刑など、刑法（刑事実体法）に関する規定がある。

## 特徴
実体的真実の追求を合理的なものにするため、拷問が制限されている。すなわち、20条において、確たる徴憑（間接事実）がなければ拷問を受けることがないことが宣言されたうえで、これに反する拷問によって得られた自白によって有罪にすることはできないと定められている。なお、2人以上の証人の証言により「徴憑」が証明されたときや、1人の証人の証言により「主要事実」が証明されたときは、拷問を行うことが正当化されている（23条、30条等）。さらに、拷問しようとする際に予め入念に供述を促すべきこと（46条）や、拷問に先立つ被告人の無罪証明の機会を付与すべきこと（47条）、拷問によって自白が得られた場合の尋問事項（48条から53条）、拷問によって得られた自白内容の検証（54条）など、拷問に関する規定が多く置かれている。
また、有罪の判決をするには犯人の自白か2人以上の信用できる証人の証言が必要と定められており、法定証拠主義を採用したものとされる。